# Caius Sulpicius Longus
Caius Sulpicius Longus est un homme politique de la République romaine, trois fois consul en 337, 323 et 314 av. J.-C. et dictateur en 312 av. J.-C.

## Famille
Caius Sulpicius Longus est membre de la gens patricienne des Sulpicii. Il est le fils de Servius Sulpicius et le petit-fils de Quintus Sulpicius.

## Biographie
En 337 av. J.-C., il est élu consul avec Publius Aelius Paetus. Le Sénat décide que les consuls doivent intervenir dans le conflit qui oppose les Sidicins aux Aurunces, alliés de Rome, mais leurs hésitations font que les Aurunces, laissés à leur sort, abandonnent leur capitale et se réfugient à Sessa Aurunca. Irrité, le Sénat remplace les consuls par un dictateur Caius Claudius Crassus.

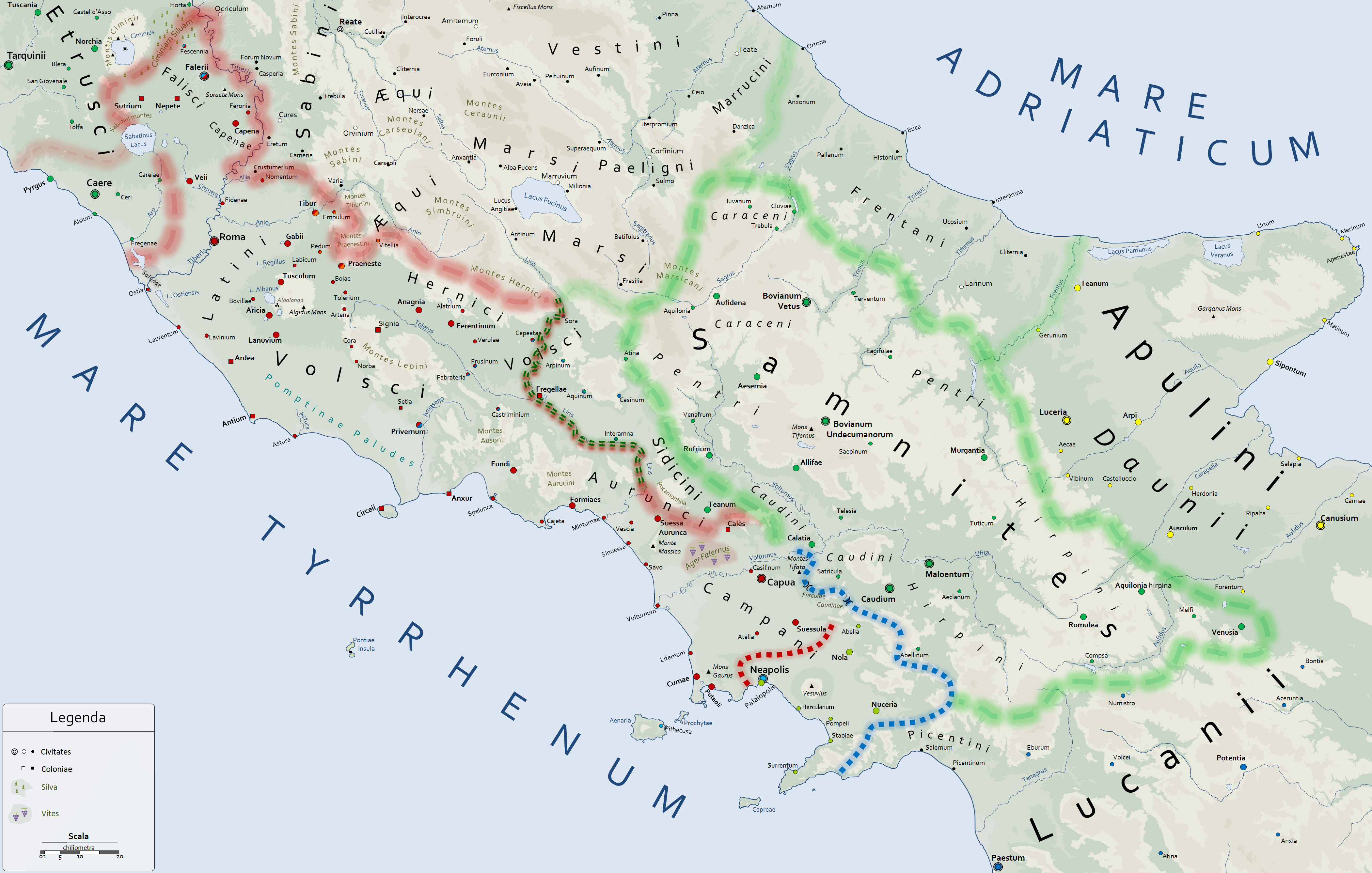
Territoires soumis aux Romains et aux Samnites.

En 323 av. J.-C., il est consul pour la seconde fois, avec Quintus Aulius Cerretanus, durant la deuxième guerre samnite. Sulpicius dévaste le territoire samnite, sans parvenir à provoquer une bataille rangée contre l'armée samnite.
En 314 av. J.-C., il est consul pour la troisième fois, avec Marcus Pœtelius Libo. Ils s'emparent de plusieurs cités des Aurunces au sud de Rome, Sora qu'ils assiègent, Ausona, Minturno et Vescia (it) qui se soumettent sans combat. Plus au sud, ils prennent d'assaut Luceria qui était passée au pouvoir des Samnites et en font une colonie romaine. Ils battent les Samnites en bataille rangée au cœur de leur territoire près de Maleventum. Sulpicius Longus reçoit les honneurs du triomphe pour sa victoire sur les Samnites en Juillet 314 av. J.-C..
En 312 av. J.-C., il est désigné dictateur en remplacement du consul Publius Decius Mus, qui est malade. Il lève une armée contre les Étrusques, mais n'a pas l'occasion de les affronter.